# Ghiacciaio Renaud
Il ghiacciaio Renaud (in inglese Renaud Glacier) (67°43′S 65°35′W), è un ghiacciaio particolarmente ricco di crepacci situato sul lato orientale dell'altopiano Hemimont da cui fluisce verso sud-est fin dentro l'insenatura di Seligman fra il ghiacciaio Lewis e punta Choyce. Il ghiacciaio, il cui punto più alto si trova a 296 m s.l.m., va infatti ad alimentare la piattaforma di ghiaccio Larsen, sulla costa di Bowman, nella Terra di Graham, in Antartide.

## Storia
Il ghiacciaio Renaud fu fotografato per la prima volta nel 1939-40 durante ricognizioni aeree del Programma Antartico degli Stati Uniti d'America e battezzato con il nome attuale dal Comitato britannico per i toponimi antartici (in inglese United Kingdom Antarctic Place-Names Committee) in onore del glaciologo svizzero Andre Renaud, direttore della "Commissione Ghiacciai Svizzera" dal 1955 al 1974.